# دختری که خوب بزرگ شده
دختری که خوب بزرگ شده(به انگلیسی: A Well Grown Daughter) سریالی با ژانری عاشقانه به کاگردانی جو یانگ کوانگ و نویسندگی یون یانگ می است که در ۲ دسامبر ۲۰۱۳ از شبکه KBS پخش شد و در ۳۰ مه ۲۰۱۴ پایان یافت.

## خلاصه
یک خانواده به مدت صد سال یک کمپانیه سس سویا رو اداره می‌کردن.
اخرین نسل از این خانواده فقط دختر داره برای ادامهٔ نسلشون اونا چهارمین دخترشون را به عنوان پسر بزرگ میکنن و اون مثل پسرا لباس میپوشه و ....

## بازیگران
- پارک هان بیول در نقش جانگ هانا[۱][۲]
- لی نا اِ گون در نقش هان یون چان
- جونگ ایون وو در نقش سول دو هیون
- یون سه این در نقش جانگ را هیی
- یون یو سان در نقش جو هیون سان
- ‌ها جا اِ سوک در نقش جانگ‌ها میونگ
- پارک این هوان در نقش جانگ پَن رو
- کیم جی یونگ در نقش بیون جونگ سون
- لی هی سوک در نقش ایم چونگ ران
- کیم جو یونگ در نقش جانگ را کونگ[۳]
- چویی جا اِ سونگ در نقش سئول جینگ مووک
- هان یو ای در نقش سئول دو ایون